# Wu Ji (Ingenieur)
Wu Ji (chinesisch 吳季 / 吴季, Pinyin Wú Jì; * 19. April 1958 in Peking) ist ein chinesischer Nachrichtentechnik-Ingenieur. Er war vom 31. Dezember 1994 bis zum 28. Dezember 2017 Direktor des Zentrums für Weltraumwissenschaften und angewandte Forschung der Chinesischen Akademie der Wissenschaften (ab 7. Juli 2011 „Nationales Zentrum für Weltraumwissenschaften“).
2016 wurde er von der britischen Zeitschrift „Nature“ zu einem von zehn Wissenschaftsstars Chinas gewählt.

## Jugend und Studium

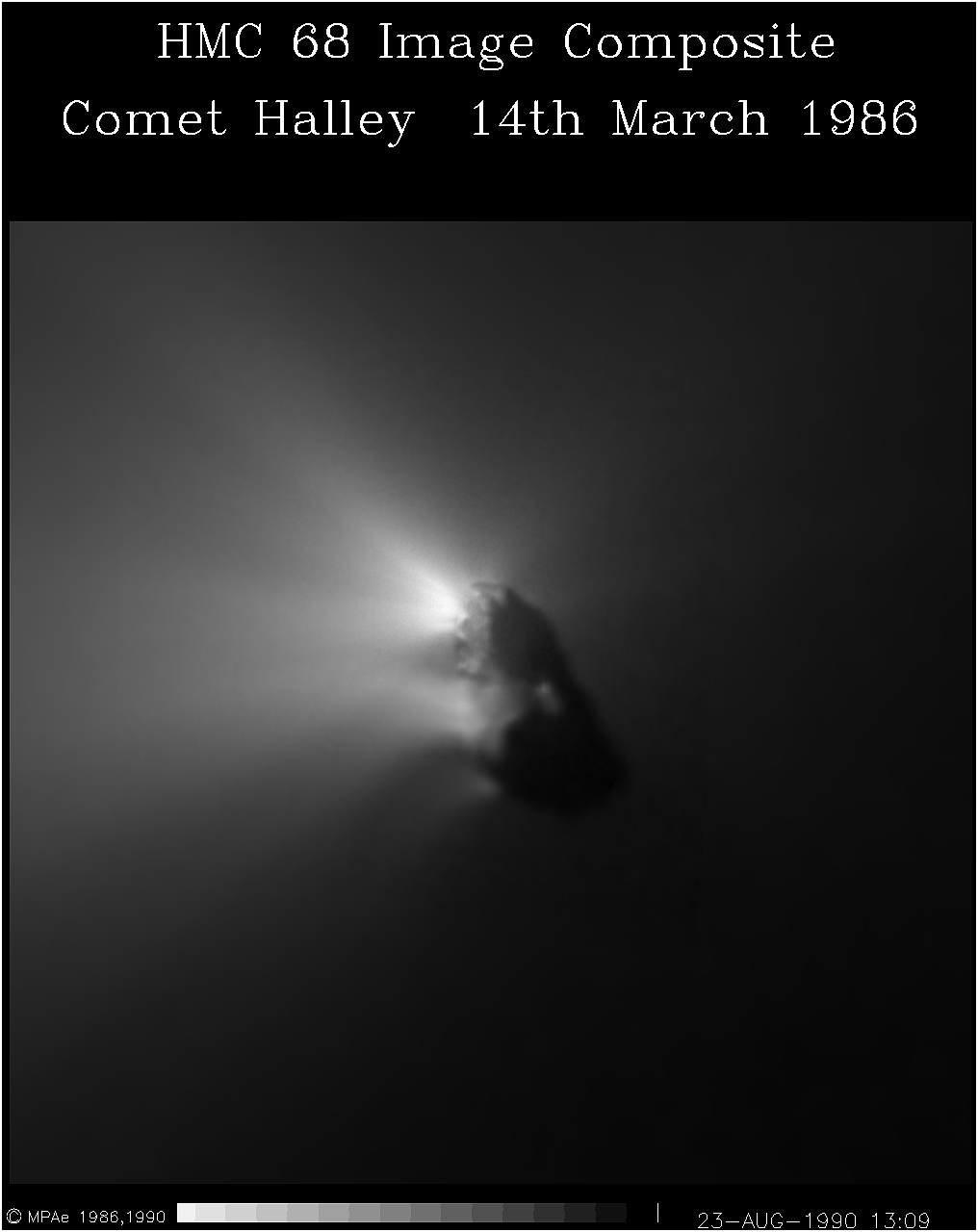
Aufnahme der Raumsonde Giotto vom Halleyschen Kometen

Wu Jis Familie stammt aus dem damaligen Kreis Tongnan, heute ein Stadtbezirk von Chongqing in Sichuan. Er selbst wurde jedoch am 19. April 1958 in Peking geboren.
Nach dem Abitur 1977 studierte er an der Fakultät für Funktechnik (无线通信系) der damaligen Akademie für Post- und Fernmeldewesen Peking (北京邮电学院, seit 1993 Universität für Post- und Fernmeldewesen Peking) Richtfunk. Nach dem Vordiplom spezialisierte er sich auf die Theorie der elektromagnetischen Felder und Mikrowellentechnologie und machte im August 1980 seinen Abschluss als Diplomingenieur. Danach blieb er an der Fakultät für Funktechnik und arbeitete dort als Dozent (讲师).
Wu Ji unterrichtete Antennentechnik und die Ausbreitung elektrischer Wellen. Von daher hegte er großes Interesse für die Ionosphäre und hätte auf diesem Gebiet gerne auch praktische Versuche durchgeführt. In den 1960er Jahren hatte China zwar unter Zhao Jiuzhang, dem damaligen Leiter des Instituts für Geophysik der Akademie der Wissenschaften, bereits mit den Höhenforschungsraketen der T-7-Familie diesbezügliche Forschungen unternommen, diese waren aber durch die Kulturrevolution zum Erliegen gekommen. Im Oktober 1985 hatte das Entwicklungsprogramm der Vereinten Nationen zusammen mit der Europäischen Weltraumorganisation ein Projekt begonnen, bei dem es Wissenschaftlern aus der Dritten Welt mit finanzieller Unterstützung des UNDP ermöglicht wurde, für ein Jahr an Einrichtungen der ESA zu arbeiten und sich dort weiterzubilden. China galt damals noch als Entwicklungsland, und nach mehreren Auswahlrunden kam Wu Ji in den Genuss eines solchen Stipendiums.
Bei der ESA wurde Wu Ji in die Entwicklungsarbeiten für auf Kommunikationssatelliten verwendete Antennen eingebunden. In der Nacht vom 13. zum 14. März 1986 erlebte er dort den Vorbeiflug der europäischen Raumsonde Giotto am Halleyschen Kometen, die während der Annäherungsphase in Echtzeit immer schärfer werdende Bilder des Himmelskörpers übertrug. Er war tief beeindruckt, und als sein Praktikum dem Ende zuging, beschloss er, den Schwerpunkt seiner Arbeit auf die Weltraumwissenschaften zu verlegen. Nach seiner Rückkehr nach China veröffentlichte er jedoch zunächst mit seinem alten Professor von der Akademie für Post- und Fernmeldewesen eine Berechnungsmethode für die Strahlgebung bei Antennen auf Kommunikationssatelliten, die von der Chinesischen Akademie für Weltraumtechnologie übernommen wurde und bei der Konstruktion des am 30. November 1994 gestarteten Satelliten Dong Fang Hong 3 zum Einsatz kam.
Während seines Praktikums bei der ESA hatte Wu Ji auch die Messerschmitt-Bölkow-Blohm GmbH und Dänemarks Technische Universität besichtigt. Im Oktober 1989 kehrte er nach Dänemark zurück und begann ein Doktorandenstudium am Labor für Antennentechnik des Instituts für elektromagnetische Systeme an der Fakultät für Elektrotechnik der DTU,
das er 1993 mit der Promotion abschloss.

## Nationales Zentrum für Weltraumwissenschaften
Wu Ji blieb nach seiner Promotion noch ein Jahr als Postdoc an Dänemarks Technischer Universität, bis er am 28. Dezember 1994 nach Peking zurückkehrte. Drei Tage später, am 31. Dezember 1994, übernahm er die Leitung des Zentrums für Weltraumwissenschaften und angewandte Forschung der Chinesischen Akademie der Wissenschaften, das gerade im Pekinger Hochtechnologiebezirk Zhongguancun ein neues Quartier erhielt. Das vierstöckige Forschungsgebäude war noch im Bau, sein Büro, ausgestattet mit einem 286er-Computer, befand sich in einer ebenerdigen Hütte, und die ihm von der Akademie der Wissenschaften zugeteilte Dienstwohnung hatte 12 m². Seine in Dänemark aufgewachsene achtjährige Tochter war besonders von der Latrine auf dem Hof beeindruckt, die, wie damals in China nicht unüblich, alle Bewohner des Hauses in Ermangelung privater Toiletten benutzten.
Von 1996 bis 2001 war Wu Ji als Gastwissenschaftler an der Fakultät für Elektrotechnik und Computerwissenschaften des Massachusetts Institute of Technology tätig.
Gleichzeitig war er ab 1997 für die technischen Aspekte von Double Star verantwortlich.
Im Jahr 1996 hatte die ESA zusammen mit der NASA den ersten Versuch unternommen, mit vier im Verbund betriebenen Satelliten, dem sogenannten „Cluster“, die Magnetosphäre der Erde zu erforschen. Aufgrund einer Fehlfunktion bei der Trägerrakete Ariane 5 scheiterte das Projekt zunächst.
Daraufhin schlug das Zentrum für Weltraumwissenschaften und angewandte Forschung vor, zusammen mit der ESA zwei ähnliche Satelliten in stark elliptischen Umlaufbahnen mit einem wesentlich niedrigeren Perigäum als die Cluster-Satelliten zu betreiben. Die Satelliten an sich sollten von China konstruiert und gebaut werden, finanziert aus dem 10. Fünfjahresplan (2001–2005). Die ESA sollte acht von 16 Nutzlasten beisteuern, sieben davon Duplikate von Instrumenten der Cluster-Satelliten, das achte zusammen mit dem Zentrum für Weltraumwissenschaften neu entwickelt. Am 9. Juli 2001 wurde der entsprechende Vertrag zwischen der ESA und der Nationalen Raumfahrtbehörde Chinas unterzeichnet.
Nachdem sich Anfang März 2003 die SARS-Pandemie zu einem ernsthaften Problem entwickelt hatte, gestaltete sich die Endphase des Projekts schwierig. Zuerst brachten die Europäer ihre Nutzlasten in ein Labor des Instituts für Physik am Imperial College in London, wo sie die chinesischen Ingenieure eine Woche lang überprüften – Großbritannien hatte damals keine Quarantänebestimmungen für Reisende aus China – und dann nach China mitnahmen. Anschließend reisten Bodo Gramkow von der ESA sowie Roland Nord und zwei weitere Ingenieure von Astrium nach Peking, um die chinesischen Nutzlasten zu überprüfen.
Am 30. Dezember 2003 startete der erste Satellit vom Kosmodrom Xichang, am 25. Juli 2004 der zweite vom Kosmodrom Taiyuan.
Bis zu diesem Zeitpunkt hatte Chinas Raumfahrt nur aus Projekten bestanden, die einen unmittelbaren Nutzeffekt hatten, seien es die Aufklärungssatelliten der Bahnbrecher-Serie oder die Fengyun-Wettersatelliten. Auch die Erforschung der Magnetosphäre war nicht nur reine Grundlagenforschung: sie förderte natürlich auch das Verständnis des Weltraumwetters und hatte somit durchaus einen praktischen Nutzen, zum Beispiel für den Betrieb von zivilen und militärischen Kommunikations- und Navigationssatelliten. Nichtsdestotrotz wird Double Star heute als Chinas erstes wissenschaftliches Weltraumprojekt gesehen.
Beim Mondprogramm der Volksrepublik China ging es dann wieder sehr konkret um die Suche nach und den Abbau von Bodenschätzen auf dem Mond. Ouyang Ziyuan, Leiter des Instituts für Geochemie der Akademie der Wissenschaften und ab 2004 Chefwissenschaftler des Mondprogramms, hatte das Projekt von Anfang an geologisch ausgerichtet.
Wu Ji war ab 2003 Projektleiter für die Nutzlasten (有效载荷总指挥) der Mondsonden Chang’e-1, Chang’e-2 und Chang’e-3.
Das Zentrum für Weltraumwissenschaften hatte hierbei nicht nur die von den Geologen benötigten Spektrometer etc. zu entwickeln, sondern auch Systeme für Stromversorgung und Datenverwaltung der Nutzlasten.
2008 stellten das Labor für Erdmagnetismus und Astrophysik und das Astronomische Observatorium Shanghai (beides Einrichtungen der Chinesischen Akademie der Wissenschaften) ein Konzept für eine Erforschung der Ionosphäre des Mars mit der Sonde Yinghuo-1 auf, die ursprünglich im Oktober 2009 zusammen mit der russischen Marssonde Phobos-Grunt starten sollte. Hier war Wu Ji Chefwissenschaftler (首席科学家) der Mission. Der Start der beiden Sonden musste im letzten Moment auf November 2011 verschoben werden, dann konnten sie die Transferbahn zum Mars nicht erreichen und verglühten am 15. Januar 2012 in der Erdatmosphäre, vermutlich durch Ausfall des Bordcomputers durch Kosmische Strahlung.
Am 28. Dezember 2017 übergab Wu Ji die Leitung des Nationalen Zentrums für Weltraumwissenschaften an Wang Chi, der seit 2004 sein Stellvertreter gewesen war.
Wu übernahm nun den Vorsitz der Wissenschaftskommission (学术委员会) des Zentrums,
eine Art Aufsichtsrat, der die sogenannte „Beweisführung“ (论证) im Genehmigungsverfahren von wichtigen Projekten zu begutachten hat, um die Vergeudung von Steuergeldern für unrealistische Dinge zu verhindern.
Beim GECAM-Projekt des Schwerpunktlabors für Astroteilchenphysik am Institut für Hochenergiephysik der Chinesischen Akademie der Wissenschaften, das vom Zentrum für Weltraumwissenschaften technisch betreut wird – dort ist auch das Bodensegment der Satelliten angesiedelt – war Wu Ji aber aktiv als Chefingenieur für den Bau der Nutzlastkuppeln verantwortlich.

## Politisches Engagement
Seit Januar 2018 ist Wu Ji als nicht verbandsmäßig gebundener Vertreter der „Wissenschaftlich-technischen Kreise“ (科学技术界) Mitglied der Politischen Konsultativkonferenz des chinesischen Volkes, mit 112 von 2158 Mitgliedern eine der stärksten Fraktionen in dieser Ständevertretung.
Als Direktor des Nationalen Zentrums für Weltraumwissenschaften war Wu Ji für die Koordinierung des Weltraumwissenschaftlichen Prioritätsprogramms der Akademie der Wissenschaften zuständig gewesen, über das der Staatsrat der Volksrepublik China aus Mitteln des Fünfjahresplans den Bau und Betrieb von Forschungssatelliten finanziert, während prestigeträchtige Dinge wie das Mondprogramm oder das Bemannte Raumfahrtprogramm aus dem Fonds für Nationale wissenschaftlich-technische Großprojekte bezahlt werden, einem Fünfzehnjahresprogramm. Die Konstruktion von anspruchsvollen und förderwürdigen Forschungssatelliten benötigt jedoch ebenfalls viele Jahre. Beim Hard X-ray Modulation Telescope dauerte es zum Beispiel nach seit 2000 laufenden Vorplanungen noch einmal sechzehn Jahre von der Aufnahme in das Förderprogramm am 25. Januar 2011 bis zum Start in die Umlaufbahn am 15. Juni 2017. Daher setzt sich Wu Ji in seiner Eigenschaft als Mitglied der Politischen Konsultativkonferenz seit 2018, wie schon zuvor als Direktor des Zentrums, vehement dafür ein, dass die Forschungssatelliten der Akademie eine längerfristige Förderung und damit mehr Planungssicherheit erhalten.
Neben seinen parlamentarischen Aktivitäten ist Wu Ji auch stellvertretender Chefredakteur der Zeitschrift „Fernaufklärungstechnologie und -anwendungen“ (遥感技术与应用)
und Chefredakteur der „Zeitschrift für Weltraumwissenschaften“ (空间科学学报). Beide Zeitschriften werden von der Chinesischen Akademie der Wissenschaften herausgegeben.

## Werke
Neben zahlreichen Aufsätzen veröffentlichte Wu Ji auch einige Bücher:
- Space science & technology in China : a roadmap to 2050. Springer, Berlin 2010.
- 2016-2030年空间科学规划研究报告. 科学出版社, 北京 2016.
- Calling Taikong: A Strategy Report and Study of China's Future Space Science Missions. Springer, Singapur 2017.